# David Berry

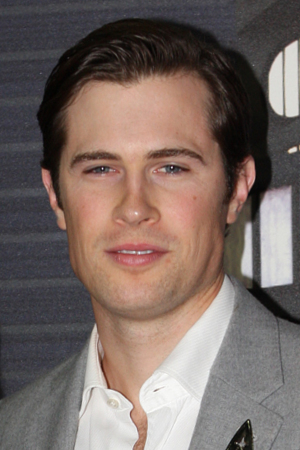
David Berry bei der australischen Premiere von Star Trek Into Darkness

David Berry (* 18. Januar 1984 in Toronto, Ontario) ist ein australisch-kanadischer Schauspieler.

## Leben
David Berry kam 1984 in Toronto zur Welt und verbrachte seine frühe Kindheit in Kanada. Im Alter von sieben Jahren zog er mit seiner Familie nach Australien. Bald erkannte man sein Talent als Geigenspieler und Sänger, was dem jungen Berry zu einem Stipendium an einer renommierten Schule verhalf. In seiner Studienzeit trat er bei verschiedenen Festivals und sogar für die Opera Australia auf.
Im Jahr 2002 erhielt Berry ein weiteres Stipendium für die McGill University in Montreal. Dort studierte er Politikwissenschaften und strebte zunächst eine potenzielle Karriere in diesem Bereich an. Doch Berry entschied sich letztlich für die darstellenden Künste und begann im Jahr 2010 eine Ausbildung am National Institute of Dramatic Art in Australien.
Nach seinem Master-Abschluss in Medienpraxis an der Universität Sydney, war er zunächst als Journalist bei Channel 7 (Australien) tätig.
David Berry ist seit 2012 mit der Schauspielerin Kristina Tesic verheiratet. Die beiden haben ein gemeinsames Kind.

### Schauspielkarriere
Die ersten Bühnenauftritte verwirklichte Berry im Rahmen seiner Ausbildung am National Institute of Dramatic Art. Dazu zählten die Rolle des Jason in Heiner Muller's Medea: Materials, gezeigt auf der Tour des Adelaide FRINGE Festivals, und des John Wilkes Booth im Musical Assassins.
Seine erste Rolle vor der Kamera war die des Alistair in der australischen Serie Miss Fishers mysteriöse Mordfälle. Es folgten weitere Engagements für Serien wie Home and Away oder A Place to Call Home.
Der internationale Durchbruch gelang ihm mit der Rolle des Lord John Grey in Outlander. Bereits eine Woche nach seinem Vorsprechen reiste er nach Schottland und begann unmittelbar mit den Dreharbeiten. Den ersten Drehtag für die Serie bezeichnet er selbst als „Feuertaufe“. Er litt unter einem Jetlag und hatte keine Möglichkeit, sich intensiver mit der Rolle auseinanderzusetzen. Seine erste Szene wurde in den schottischen Highlands unter strömendem Regen gedreht.

## Filmografie

### Filme
- 2013: Progeny (Fernsehfilm)
- 2015: The Creator: A True Vietnam War Story

### Serien
- 2012: Miss Fishers mysteriöse Mordfälle (Miss Fisher's Murder Mysteries, Fernsehserie, Episode 1x02)
- 2012: Home and Away (Fernsehserie, 10 Episoden)
- 2013–2018: A Place to Call Home (Fernsehserie, 56 Episoden)
- 2017–2025: Outlander (Fernsehserie, 20 Episoden)
- 2022: Barons (Miniserie, Episode 1x05)
- 2022: Riptide (Fernsehserie, 4 Episoden)
- 2023: Der jüdische Ermittler (Hapless, Fernsehserie, Episode 2x07)